# Snakehips
Snakehips est un duo britannique de musique électronique formé d'Oliver Lee et James Carter.
Snakehips s'est fait un nom sur Hype Machine en faisant des remixes pour Banks, The Weeknd, Bondax (en) et Wild Belle (en). Ils sont surtout connus pour leur single All My Friends (2015).

## Discographie
- Forever, Pt. II (2015)
- All My Friends (2015)
- Cruel  (2016)
- Money on Me (2016)
- Stay Home Tapes (2018)